# Galnon
Galnon je lek koji deluje kao selektivni, ne-peptidni agonist galaninskog receptora receptora. Za njega je pokazano u životinjskim ispitivanjima da ima antiepileptičko, anksiolitičko, anoreksno i amnesivno dejstvo.

## Literatura
1. ↑  Saar K, Mazarati AM, Mahlapuu R, Hallnemo G, Soomets U, Kilk K, Hellberg S, Pooga M, Tolf BR, Shi TS, Hökfelt T, Wasterlain C, Bartfai T, Langel U (2002). „Anticonvulsant activity of a nonpeptide galanin receptor agonist”. Proceedings of the National Academy of Sciences of the United States of America. 99 (10): 7136—41. PMC 124541 . PMID 12011470. doi:10.1073/pnas.102163499.
2. ↑  Sollenberg U, Bartfai T, Langel U (2005). „Galnon--a low-molecular weight ligand of the galanin receptors”. Neuropeptides. 39 (3): 161—3. PMID 15944006. doi:10.1016/j.npep.2004.12.019.
3. ↑  Abramov U, Florén A, Echevarria DJ, Brewer A, Manuzon H, Robinson JK, Bartfai T, Vasar E, Langel U (2004). „Regulation of feeding by galnon”. Neuropeptides. 38 (1): 55—61. PMID 15003717. doi:10.1016/j.npep.2004.01.001.
4. ↑  Badie-Mahdavi H, Behrens MM, Rebek J, Bartfai T (2005). „Effect of galnon on induction of long-term potentiation in dentate gyrus of C57BL/6 mice”. Neuropeptides. 39 (3): 249—51. PMID 15944018. doi:10.1016/j.npep.2004.12.010.
5. ↑  Rajarao SJ, Platt B, Sukoff SJ, Lin Q, Bender CN, Nieuwenhuijsen BW, Ring RH, Schechter LE, Rosenzweig-Lipson S, Beyer CE (2007). „Anxiolytic-like activity of the non-selective galanin receptor agonist, galnon”. Neuropeptides. 41 (5): 307—20. PMID 17637475. doi:10.1016/j.npep.2007.05.001.
6. ↑  Kozlovsky N, Matar MA, Kaplan Z, Zohar J, Cohen H (2009). „The role of the galaninergic system in modulating stress-related responses in an animal model of posttraumatic stress disorder”. Biological Psychiatry. 65 (5): 383—91. PMID 19095221. doi:10.1016/j.biopsych.2008.10.034.
7. ↑  Narasimhaiah R, Kamens HM, Picciotto MR (2009). „Effects of galanin on cocaine-mediated conditioned place preference and ERK signaling in mice”. Psychopharmacology. 204 (1): 95—102. PMC 2872184 . PMID 19099295. doi:10.1007/s00213-008-1438-7.

## Spoljašnje veze
|  | Molimo Vas, obratite pažnju na važno upozorenje u vezi sa temama iz oblasti medicine (zdravlja). |